# Jack Robinson (labdarúgó, 1993)
Jack Robinson (Warrington, 1993. szeptember 1.) angol labdarúgó, hátvéd. A Nottingham Forest játékosa. A Liverpool neveltje, ahol 16 évesen és 250 naposan a felnőtt keretben már pályára léphetett.

## Pályafutás

### Liverpool
2010. május 9-én debütált a Liverpoolban, Ryan Babelt váltotta a Hull City elleni bajnoki 87. percében. Ezzel ő lett a legfiatalabb pályára lépő játékos a Liverpool történetében, 16 évesen és 250 naposan, az előző rekordot Max Thompson tartotta. Ezek után megkapta a 49-es számot a 2010/11-es szezonra.
2010. szeptember 22-én nevezték a ligakupa harmadik fordulójában a Northampton Town elleni 4-2-re elvesztett mérkőzésen, de csak a kispadra került. December 2-án az Európa-ligában a román FC Steaua București elleni 1-1-es döntetlent hozó mérkőzésen is a kispadon szerepelt.
Április 11-én nevezték a Manchester City elleni mérkőzésre. 6 nappal később az Arsenal ellen a 22. percben a megsérült Fábio Aurélio helyére cserélték be. A mérkőzésen Theo Walcott őrzése volt a feladata. Április 23-án a Birmingham City ellen kezdőként lépett pályára, majd a 78. percben lecserélték. A mérkőzést a Liverpool nyerte 5-0-ra.
José Enrique érkezésével hátrébb került a ranglétrán. 2011. augusztus 24-én a ligakupában az Exeter City ellen kezdőként szerepelt és a mérkőzés lefújásáig ott is maradt. Egy hónappal később, a Brighton ellen ismét kezdőként lépett pályára a ligakupában. A 2011–12-es ligakupa sorozatban pályára lépett, így ő is részese lett a Liverpool kupa győzelmének.
2011. október 31-én hosszú távú szerződést kötött a klubbal.

#### Blackpool
2013. augusztus 1-én kölcsönszerződést írt alá a Mandarinok csapatához. Két nappal később, a Doncaster Rovers ellen i elveszített mérkőzésen mutatkozott be első alkalommal.

### Queens Park Rangers
Mivel szerződését a Liverpool nem hosszabbította meg, 2014. augusztus 28-án a QPR-hez igazolt.

#### Huddersfield Town
Klubváltását követően nem volt lehetősége beilleszkedni a londoni gárdához, hiszen azonnal kölcsönözték és a Huddersfield Town-nál töltötte a 2014–15-ös szezont.
2015. március 14-én a Birmingham City elleni mérkőzésen térdsérülést szenvedett és 12 hónap kihagyásra kényszerült.

### Queens Park Rangers
Sérülését követően a 39 mérkőzésen 2 gólt szerzett, de nem hosszabbított szerződést a Rangers-el.

### Nottingham Forest
2018. június 30-án két évre kötelezte el magát a Forest-hez.

## Sikerek
Liverpool FC
- Győztes/bajnok
  - Ligakupa (1): 2011–12

## Statisztika
Utoljára frissítve: 2014. augusztus 30.
| Klub                                 | Szezon    | Bajnokság (PL, Champ) | Bajnokság (PL, Champ) | FA-kupa | FA-kupa | Ligakupa | Ligakupa | UEFA  | UEFA | Egyéb | Egyéb | Összesen | Összesen |
| Klub                                 | Szezon    | Meccs                 | Gól                   | Meccs   | Gól     | Meccs    | Gól      | Meccs | Gól  | Meccs | Gól   | Meccs    | Gól      |
| ------------------------------------ | --------- | --------------------- | --------------------- | ------- | ------- | -------- | -------- | ----- | ---- | ----- | ----- | -------- | -------- |
| Liverpool                            | 2009–10   | 1                     | 0                     | 0       | 0       | 0        | 0        | 0+0   | 0+0  | —     | —     | 1        | 0        |
| Liverpool                            | 2010–11   | 2                     | 0                     | 0       | 0       | 0        | 0        | 0     | 0    | —     | —     | 2        | 0        |
| Liverpool                            | 2011–12   | 0                     | 0                     | 0       | 0       | 2        | 0        | —     | —    | —     | —     | 2        | 0        |
| Liverpool                            | 2012–13   | 0                     | 0                     | 2       | 0       | 2        | 0        | 2     | 0    | —     | —     | 6        | 0        |
| Liverpool összes                     | 2010–2014 | 3                     | 0                     | 2       | 0       | 4        | 0        | 0+2   | 0+0  | —     | —     | 11       | 0        |
| Wolverhampton Wanderers (kölcsönben) | 2012–13   | 11                    | 0                     | —       | —       | —        | —        | —     | —    | —     | —     | 11       | 0        |
| Blackpool (kölcsönben)               | 2013–14   | 34                    | 0                     | 1       | 0       | 1        | 0        | —     | —    | —     | —     | 36       | 0        |
| Huddersfield Town (kölcsönben)       | 2014–15   | 1                     | 0                     | 0       | 0       | —        | —        | —     | —    | —     | —     | 1        | 0        |
| Összesen                             | 2010–     | 49                    | 0                     | 3       | 0       | 5        | 0        | 0+2   | 0+0  | —     | —     | 59       | 0        |